# Frank Scott Hogg
Frank Scott Hogg (26 juillet 1904 - 1er janvier 1951) est un astronome canadien.

## Biographie
Hogg est né à Preston, en Ontario, de James Scott Hogg et d'Ida Barberon. Après avoir obtenu un diplôme de premier cycle de l'Université de Toronto, Hogg reçoit le deuxième doctorat en astronomie décerné à l'Université Harvard en 1929 où il est le pionnier de l'étude de la spectrophotométrie des étoiles et des spectres des comètes. Son superviseur est Cecilia Payne-Gaposchkin. Pendant la Seconde Guerre mondiale, il développe un sextant à deux étoiles pour la navigation aérienne. Il est chef du département d'astronomie de l'Université de Toronto et directeur de l'observatoire David Dunlap de 1946 jusqu'à sa mort. Pendant ce temps, il poursuit le programme de recherche majeur de l'observatoire pour étudier les mouvements des étoiles faibles dans la ligne de visée. Il est marié à sa collègue astronome Helen Sawyer Hogg de 1930 jusqu'à sa mort d'une crise cardiaque en 1951. Le cratère Hogg sur la lune est co-nommé pour lui et Arthur Robert Hogg.